# معركة القسطنطينية (378)
كانت معركة القسطنطينية هجومًا قوطيًا على القسطنطينية عام 378 بعد الانتصار القوطي في معركة أدريانوبل. أعدت أرملة الإمبراطور فالنس الدفاع، كما عززت المدينة بالمحاربين العرب الذين قدموا أداءً ممتازًا في القتال. يقال إن القوط تأثروا عندما اقتحم أحد المحاربين العرب من المدينة عاريًا، وقتل الأعداء، و‌شرب الدم من رقبة القوط المقطوعة. تؤكد مصادر أخرى أن القوط تخلوا في الواقع عن الهجوم لأنهم كانوا أقل عددًا بكثير.
في النهاية، لم يدخل القوط المدينة وانسحبوا إلى تراقيا و‌إيليريا و‌داقية.